# Abel Hermant
Abel Hermant, född 3 februari 1861 i Paris, död 29 september 1950 i Chantilly, var en fransk författare.
Hermant var medarbetare i Le Temps och en ytterligt produktiv skribent, hans böcker övergår ett hundratal. Han hör till de författare vilka trots en stor läsekrets varit mycket omtvistad. Bland hans böcker märks främst La carriére (1894), Le sceptre (1896), Le char de l'État (1900), Les grands bourgeois (1906), den stora serien Cycle de lord Chelsea med skidringar av Oxford och minnen från Swinburne, samt Les épaves (1927). På svenska finns Dynastien Dollar i Europa: gallisk humor med fransk esprit (översättning av Johannes Granlund, Adolf Johnson, 1906). Hermant invaldes i Franska Akademien 1927 efter René Boylesve.